# Стародубцева, Ирина Филипповна
Ирина Филипповна Стародубцева (29 сентября 1962 г., Курск) — российская концертно-камерная певица, педагог, режиссёр.
Заслуженная артистка Российской Федерации (2001).

## Творческая биография
Родилась 29 сентября 1962 года в Курске. В 1986 году окончила музыковедческий, а затем в 1990 вокальный факультет Саратовской государственной консерватории им. Л. В. Собинова.
Активная творческая деятельность Стародубцевой началась ещё в годы учебы в Курском музыкальном училище. Первое творческое достижение, отмеченное в прессе — это исполненное ею в одном из отчетных концертов училища, впервые в Курске, одно из самых трудных и редко исполняемых произведений сопранового репертуара Концерт для голоса с оркестром Р. Глиэра. Систематические сольные концертные выступления начинаются с середины 80-х гг. в ансамбле с пианисткой, а ныне лауреатом международных конкурсов Жанной Сбитневой. Ирина Стародубцева быстро завоевала любовь публики, которая назвала её «Курский соловей».
В 1994 г. она проходит стажировку в Московской консерватории им. П. И. Чайковского у профессора В. Н. Кудрявцевой-Лемешевой и профессора В. Н. Чачавы, совершенствуя голос и познавая тонкости исполнения русской вокальной классики.
С 1995 г. — ведущая солистка Курской областной государственной филармонии.
В середине 90-х годов XX века Ирина Стародубцева расширяет свой творческий диапазон, изучая западно-европейскую музыку эпохи романтизма у профессора Марии Цальтн в Германии.
Первый значительный успех за рубежом (Польша, Франция, Германия, Швейцария), пришел вначале 90-х XX века, когда она работала в составе организованного ею трио «Ирина» (гитара, балалайка и голос). Оригинальные аранжировки русской бытовой музыки XIX века покоряют слушателей уже на протяжении более двадцати лет.
Творческий диапазон Стародубцевой разнообразен. Ею накоплен богатый оперно-концертный репертуар, включающий арии и сцены из опер Глинки, Римского-Корсакова, Мусоргского, Чайковского, Доницетти, Беллини, Верди, Пуччини, Гуно и т. д. В её репертуаре присутствуют и сопрановые партии произведений кантатно-ораториального жанра — «Реквием» Моцарта, «Сотворение мира» Гайдна, «Stabat mater» Перголези, 9-я симфония Бетховена, «Реквием» Форе, «Кармина Бурана» Орфа, «Stabat mater» Россини, Симфония № 2, 4 Малера, «4 последние песни» Р. Штрауса . Отдельный пласт репертуара певицы составляют произведения т. н. «легкого жанра» — вальсы И. Штрауса, арии из классических оперетт, а также старинные романсы и песни советских композиторов.
Особое место в репертуаре певицы занимает камерный жанр. В её концертные программы входят песни Моцарта и Шуберта, романсы Шумана, Брамса, Х. Вольфа, Грига, Форе, Гранадоса, Дебюсси, Р. Штрауса, арии из опер и кантат композиторов XVI-XVIII вв., Баха, Генделя, Вивальди исполняемые на языке оригинала. Программы из произведений русских композиторов включают романсы Глинки, Даргомыжского, Балакирева Римского-Корсакова, Мусоргского, Чайковского, Рахманинова, Метнера, Прокофьева, Шостаковича, Свиридова и др. На II Всероссийском конкурсе исполнителей русского романса в номинации «Классический романс» И. Стародубцева удостоилась звания «Лауреат» и специального приза за лучшее исполнение М. Мусоргского из рук самого мэтра русской вокальной школы Артура Эйзена. Жюри отметило вокальное мастерство, тонкий вкус, артистизм, необыкновенное сценическое обаяние певицы. В 2002 г. на XVII Международном фестивале-конкурсе классической музыки в Тунисе, единственная из солистов, была отмечена дипломом жюри конкурса.
С начала творческий деятельности и по настоящее время И. Стародубцева участница многих музыкальных фестивалей, Дней культуры. Её гастрольные маршруты охватывают не только регионы России (Краснодар, Тула, Орёл, Белгород, Липецк, Воронеж, Тамбов, Мурманск), но и ближнее (Украина — Сумы, Одесса, Харьков; Беларусь — Минск; Молдова — Кишинёв) и дальнее зарубежье (Болгария, Германия, Египет, Испания, Мальта, Польша, США, Тунис, Франция, Швейцария, Китай).
И. Стародубцева плодотворно сотрудничает с творческими коллективами центральной России, возглавляемыми видными мастерами дирижерского искусства — заслуженными деятелями искусств России: Г. Львовичем  (Курск), В. Сухорословым (Орел), Г. Аганезовым (Липецк), В. Афанасьевым (Москва); заслуженным деятелем искусств Украины Р. Нигаматуллиным (Белгород); народным артистом России А. Меликовским (Ростов); заслуженными артистами России: М. Репка (Орел), Ю. Анисечкиным (Воронеж), Ю. Андросовым (Воронеж); заслуженными работниками культуры России: Б. Белогуровым и Е.Алешниковым (Белгород), В. Осиповым (Брянск); А. Алемпиевым (г. Санкт-Петербург), К. Барковым (г. Саратов). Особое место занимает творческое сотрудничество с зарубежными дирижёрами-профессорами Рамоном Торрэльедо (Испания), Диттелем Кауфманом (Германия), Юргеном Бёме (Германия), Жаком Маро (Франция).
Встреча с мэтром церковной музыки профессором Альбертом Борджем на Мальте в 2001 году ознаменовала новый виток в творческой биографии певицы. Это позволило ей достигнуть стилистической точности и филигранности в исполнении сложнейшей вокальной музыки мастеров эпохи барокко.
Партнёрами И. Стародубцевой в камерно-вокальном репертуаре были: народный артист России, профессор Р. Леденёв (Москва), заслуженный деятель искусств РФ В. Соколов (Санкт-Петербург), заслуженный артист РФ В. Хмелевской  (Курск), заслуженная артистка Молдовы С. Бодюл (Мальта), дипломанты Международных конкурсов: А. Стручков, Ж. Сбитнева (Курск), профессора Ромина Морроу (Италия), Джон Акилина (Англия).
Большое значение в творчестве певицы имеет музыка высокого духовного содержания, что дало ей уникальную возможность участвовать в концертах в зале Церковных соборов Храма Христа Спасителя  (2007 г.) и в многочисленных духовно-просветительских и творческих проектах Курской Епархии Московского Патриархата; Рождественских архиерейских концертах; I—IV Пасхальных фестивалях «Золотые купола»; концертах, посвященных празднованию Дней памяти Святых равноапостольных братьев Кирилла и Мефодия, учителей Словенских; Дней Жен-Мироносиц; Петра и Февронии. Голос «курского соловушки», так с любовью называют её слушатели, звучал в лучших концертных залах Москвы: 2001 г. — Рахманиновский зал МГК, 2004 г. — театр Российской армии, 2005 г. — концертный зал им. П. Слободкина, 2006 г. — концертный зал Союза композиторов России, 2007 г. — Дом музыки , театр им. Вахтангова , 2008, 2009 гг. — Государственный Кремлёвский Дворец . В 2008, 2012 гг. И. Стародубцева стала участницей Международного проекта «Содружество православной молодёжи», удостоенного Гранта Президента РФ Д. А. Медведева.
В последнее время, благодаря огромному профессиональному опыту, Ирина раскрыла новые грани своего таланта как исполнитель, продюсер новых проектов. Так, в 2006 г. в рамках реализации проекта по поддержке талантливой молодежи при содействии Губернатора Курской области в Курском драмтеатре им. А. С. Пушкина состоялась российская премьера оратории Й. Гайдна «Сотворение мира». В межрегиональном проекте принимали участие молодежный симфонический оркестр (Воронеж, дирижер — заслуженный артист России Ю. Андросов), камерный хор им. С. Рахманинова (Тамбов, дирижер — заслуженный артист России, профессор В. Козляков), солисты Москвы, Белгорода, Воронежа, Курска. Благодаря И. Стародубцевой преподаватели Детских школ искусств региона имели уникальную возможность познакомиться с творчеством и педагогическим опытом работы с хоровыми коллективами композитора, заслуженного деятеля искусств РФ, члена «Союза концертных деятелей РФ» В. И. Соколова (Санкт-Петербург), композитора и педагога И. Хрисаниди (Орёл). С именем певицы связаны и проводимые в Курске с конца 90-х по настоящее время вечера современной музыки.
И. Стародубцева является создателем и исполнителем уникального цикла просветительских программ «Мировое культурное наследие», в который вошли концерты, посвященные творчеству А. Пушкина, А. Фета, М. Лермонтова, М. Глинки, А. Даргомыжского, М. Мусоргского, П. Чайковского, С. Рахманинова, Г. Свиридова, В. Моцарта, Ф. Шуберта, что способствует сохранению и популяризации не только отечественной, но и мировой художественной культуры.
В последнее время в сольных концертах Стародубцевой можно услышать произведения, ранее не исполнявшиеся в России: 2010 г. — Пасхальный концерт, первое исполнение Духовных песен С. Рахманинова для сопрано «Молитва», «Всё хочет петь», 2011 г. — первое исполнение романсов Г. Свиридова на стихи Б. Пастернака «Весна», «Из суеверия» и цикла Р. Леденёва «День и ночь» на стихи А. Фета и Ф. Тютчева; «Белые стихи светлой души» композитора И. Хрисаниди на текст икоса из акафиста «Слава Богу за всё»; 7 русских старинных вальсов в переложении для сопрано и ансамбля русских народных инструментов в сольной программе «Русского сердца любимые звуки».
В последние годы И. Стародубцевой выпущены компакт-диски: «Минуты жизни» к 60-летию Победы (песни военных лет), «Память сердца» (к 200-летию со дня рождения М. Глинки, романсы), «Великие современники»
(П. Чайковский — Э. Григ, Д.Шостакович — Г.Свиридов), издательство ООО «Артсервис» (Москва — 2005, 2006 гг.).
Кроме обширной гастрольной и концертной деятельности, И. Стародубцева ведёт большую общественную работу. В середине 90-х — выступала в Чечне перед военнослужащими ВВС РФ, в 2001 г. — на атомной подводной лодке «Курск». С 2003 по 2008 г. она возглавляла Курское областное отделение Общероссийской общественной организации «Союз концертных деятелей РФ»; с 2006 г. является членом попечительского совета Курского отделения региональной общественной организации «Фонд мира»; с 2008 г. входит в состав общественного совета при УВД по Курской области. И. Стародубцева является инициатором и участником социально-значимых концертов и других культурных мероприятий на территории России и за её пределами, связанных с нравственным воспитанием подрастающего поколения и осуществлением благотворительной деятельности. Она желанный гость благотворительных концертов, проводимых в Детских домах, в госпиталях для ветеранов войн, Домах инвалидов и престарелых и в других социальных объектах.
На протяжении нескольких лет И. Стародубцева — постоянный консультант, участник и председатель жюри проводимого в Курской области Комитетом по делам молодёжи и туризму фестиваля «Студенческая весна Соловьиного края». В последние годы её, как педагога и певицу, владеющую многими тонкостями вокального искусства, обладающую большим опытом концертной практики, охотно приглашают принимать участие во Всероссийских и Международных конкурсах в качестве председателя или члена жюри. Неоценимый вклад она вносит в профессиональное становление и развитие талантливой молодёжи. Мастер-классы, где она щедро делится секретами своего мастерства, неизменно вызывают большой интерес молодых исполнителей и способствуют формированию нового поколения артистов.
Высокий профессионализм и авторитет И. Стародубцевой позволили впервые в Курской области начать вузовскую подготовку бакалавров и магистров по направлению «Вокальное искусство», позволяющую решить остро стоящую в регионе проблему потребности в педагогических и исполнительских кадрах в области академического пения. Для этой цели в Юго-Западном Государственном университете (г. Курск) в 2012 г. создана кафедра вокального искусства, которую возглавила Ирина Филипповна. Под её руководством проведено лицензирование направления 53.03.03 Вокальное искусство и 53.04.02 Вокальное искусство на основе стандартов третьего поколения. ЮЗГУ стал единственным вузом России, получившим лицензию Министерства образования и науки РФ на ведение образовательной деятельности по трем формам обучения академическому пению (очная и очно-заочная подготовка бакалавров, очная и заочная форма подготовки магистров). Высокий уровень подготовки студентов подтверждают завоёванные премии и звания многочисленных региональных, всероссийских и международных конкурсов.

## Звания и награды
За постоянное участие в культурных акциях общероссийского и международного уровней, высокое вокальное мастерство, профессиональный уровень работы, пропаганду лучших образцов русской и зарубежной классической вокальной музыки, большой вклад в сохранение и развитие русской культуры, а также за миротворческую и благотворительную деятельность певица получила широкое признание общественности и профессионального сообщества и отмечена многочисленными наградами.
За создание школы исполнения русской и зарубежной классики И. Стародубцева в номинации «Творчество» стала победителем конкурса общественного признания «Человек года — 2009» с вручением премии «Курская антоновка». Имя Ирины Стародубцевой занесено в энциклопедию «Курск», в книгу «Дочери соловьиного края. Век ХХ» (вместе со знаменитыми землячками Н. Плевицкой, Е. Зеленко, Е. Фурцевой, Т. Сёминой и др.), выпущенную в 2008 г. Курской областной общественной организацией Союз женщин России. В 2009 г. в программе «Монплезир» на телеканале «ТАКТ» вышел телевизионный фильм о её жизни и творчестве.
В 2010 г. И. Стародубцева удостоена Премии Центрального федерального округа в области литературы и искусства и награждена Дипломом I степени, став Лауреатом в номинации «За достижения в области музыкального искусства»; в 2014 г. — Почётная грамота президента РФ «За заслуги в развитии отечественной культуры, телерадиовещания и многолетнюю плодотворную деятельность».
В 2011 г. Почётная грамота Совета Федерации Федерального Собрания РФ «За многолетнюю творческую деятельность, большой вклад в развитие отечественного музыкального искусства».
В 2014 г. удостоена Почётной грамоты Президента Российской Федерации.
В 2015 г. Ирине Филипповне присвоено звание Действительный Член Петровской академии науки и искусств.